# شجرة مطاط صغيرة الأوراق
شجرة مطاط صغيرة الأوراق أو هيفيا صغيرة الأوراق (الاسم العلمي: Hevea microphylla) هي نوع نباتي يتبع جنس شجرة مطاط من الفصيلة الفربيونية.